# Laurentino Martins Rodrigues
Laurentino Martins Rodrigues (1907–1961) foi o fundador de Goianésia, no estado de Goiás, e figura central na história da cidade. Nascido em 12 de maio de 1907, na Fazenda Retiro Velho, próximo à cidade de Araguari, Minas Gerais, era filho de Theófilo Martins Rodrigues e Luiza Joaquina Rodrigues.
Laurentino chegou a Goianésia em 1943, após uma viagem de três dias de Anápolis, onde havia adquirido parte da Fazenda Calção de Couro, local que mais tarde se tornaria a base da cidade. O sonho de Laurentino era fundar uma nova cidade na região, um objetivo que começou a tomar forma após ele se apaixonar pela terra, já em 1939.

## Líder Político
Laurentino foi o primeiro líder político da cidade e o primeiro prefeito eleito por voto direto em 1954, derrotando Salvador Leite (PSD). Ele governou a cidade de 1955 a 1959. Após o fim de seu mandato, Laurentino se candidatou novamente, desta vez para vice-prefeito em 1961, sendo eleito. No entanto, o cargo de vice-prefeito foi simbólico, pois não teve participação na administração local devido à rivalidade política com o prefeito Walter Augusto Fernandes, o Nego Walter.

## Assassinato e Legado
Laurentino foi assassinado em 27 de setembro de 1961, aos 54 anos, enquanto conversava com moradores na frente do comércio de Joaquim de Pina, o Seu Quim. O crime aconteceu após um conflito envolvendo trabalhadores sem-terra e o advogado Dr. Olímpio Jayme, amigo de Laurentino. O atirador, Graciliano, visava Dr. Olímpio, mas acabou matando Laurentino. O assassinato chocou a cidade e o autor do crime foi preso no dia seguinte, vindo a falecer de morte natural menos de um ano depois.

## Homenagens e Memória
Em memória a Laurentino Martins Rodrigues, diversos espaços e instituições de Goianésia receberam seu nome, como a Corrida de Pedestre Laurentino Martins Rodrigues, que realiza sua 29ª edição, e o Colégio Estadual Laurentino Martins Rodrigues. Além disso, ele dá nome à Praça Matriz, cartão-postal da cidade, e à comenda mais alta do Poder Legislativo local, a Medalha Comenda do Fundador.